# Cuji da Cólquida
Cuji (em georgiano: ქუჯი; romaniz.: Kuji; fl. século IV a.C.) foi um governante e eristavi da Cólquida. Em seu reinado, foi construído o castelo de Tsiquegoji (Arqueópolis). Ajudou Farnabazo I do Reino da Ibéria contra o governante tirânico Azão. Farnabazo posteriormente depôs e matou Azão e Cuji reconheceu sua autoridade dando-lhe o trono da Cólquida. Acabou se casando com a irmã de Farnabazo e dentre seus descendentes conhecidos está Cartão da Cólquida.